# Panther Racing

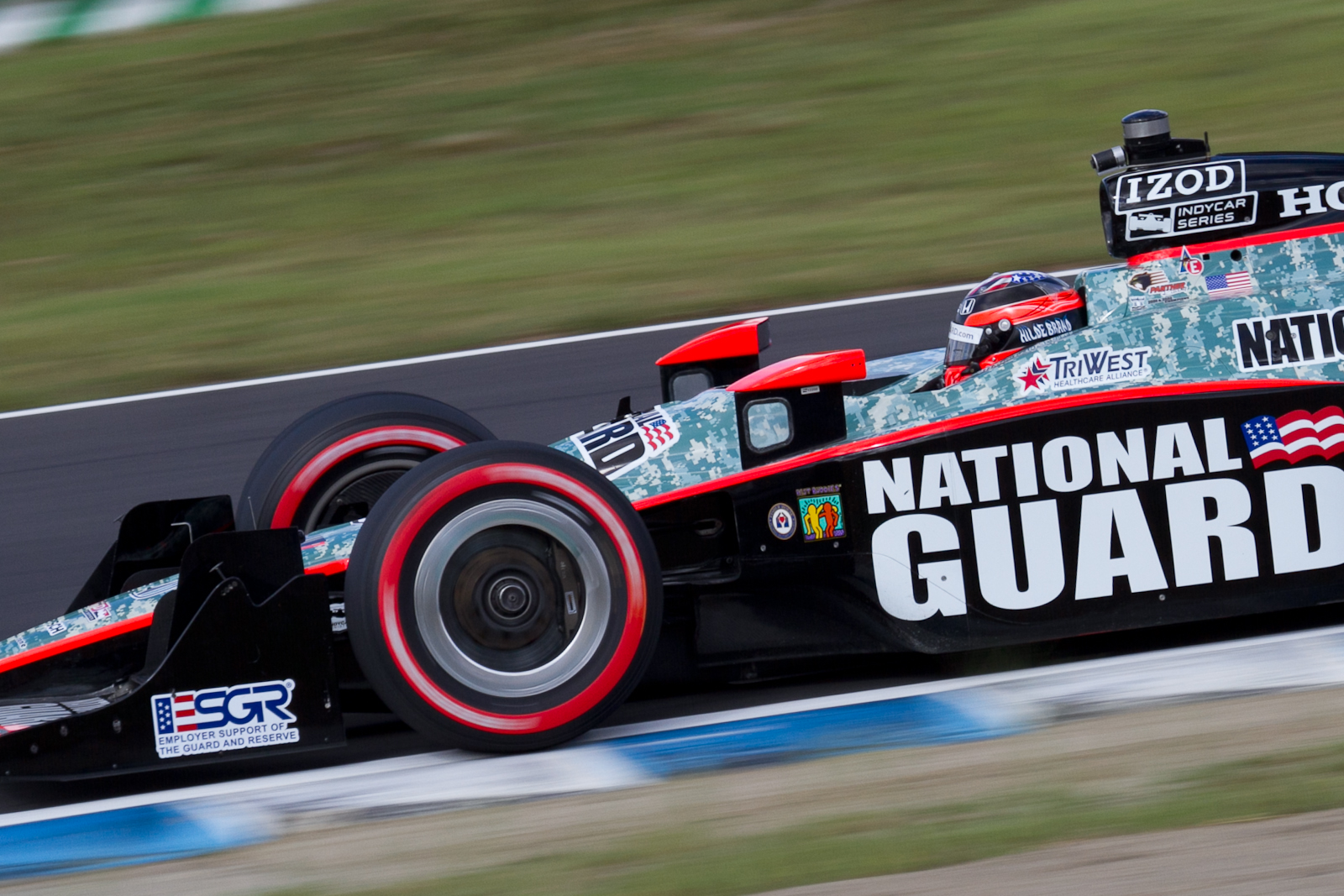
J. R. Hildebrand in einem Panther-IndyCar 2011

Panther Racing war ein Team in der IndyCar Series, das von 1997 bis 2014 existierte.

## Geschichte
Das Team wurde bereits 1997 gegründet, damals von Pennzoil gesponsert. Erster Fahrer war Scott Goodyear, der bis 2000 bei dem Team blieb, 1999 den ersten Sieg holte und 2000 Meisterschafts-Zweiter wurde. 2001 holte man Sam Hornish junior, der sowohl in diesem Jahr, als auch 2002 die Meisterschaft gewann. Nach einem fünften Meisterschaftsrang 2003 wechselte Hornish dann zu Penske Racing.
Für die Saison 2004 schloss sich Panther mit dem Team Menard zusammen, so dass man zwei Autos für Mark Taylor und Tomas Scheckter einsetzte. 2005 wurde Taylor durch den ehemaligen Formel-1-Fahrer Tomáš Enge ersetzt. Für das Jahr 2006 verlor man Pennzoil als Sponsor und Vítor Meira war der Fahrer des einzig verbleibenden Fahrzeugs. Um wieder mehr Fahrzeuge einsetzten zu können, gab es 2007 eine Partnerschaft mit dem Autobacs Racing Team Aguri aus Japan, welches in den vorherigen Jahren mit Fernández Racing kooperierte. Dadurch fuhr mit Kosuke Matsuura wieder ein zweiter Fahrer in der gesamten Saison, ein drittes Fahrzeug wurde in zwei weiteren Rennen eingesetzt.
Da Matsuuras Sponsor Panasonic in der folgenden Saison zu Andretti Green Racing wechselte, musste Panther erneut auf ein Ein-Wagen-Team schrumpfen. Dieses wurde weiterhin von Vítor Meira pilotiert, beim Show-Rennen in Surfers Paradise war jedoch bereits Dan Wheldon am Steuer, er übernahm das Auto zur Saison 2009. Wheldon konnte an seine Erfolge bei Andretti Green Racing und Ganassi jedoch nicht anknüpfen und erreichte in den beiden folgenden beiden Saisons nur sechs Top-5-Platzierungen. Neben Wheldon fuhr ein zweites Fahrzeuge bei einzelnen Rennen. 2009 saß Scott Sharp in diesem Auto, 2010 war es Ed Carpenter.
Wheldon verließ das Team zur 2003 und J. R. Hildebrand übernahm das Stammcockpit bei Panther. Der Rookie überraschte beim Indianapolis 500 mit einem sehr guten Rennen und führt das Feld in die letzte Runde, flog jedoch in der letzten Kurve in die Außenmauer. Ausgerechnet Wheldon übernahm die Führung kurz vor der Ziellinie und gewann das Rennen während Hildebrand nur als Zweiter ins Ziel kam. Dies war bereits das vierte Mal in Folge, dass Panther Racing diesen Platz in Indianapolis erreichte. Im weiteren Saisonverlauf konnte Hildebrand diese Leistung nicht mehr bestätigen und landete am Ende der Saison außerhalb der Top 10 in der Gesamtwertung. Auch in der folgenden Saison setzte sich dies fort und der junge US-Boy erreichte Rang 11 im Endklassement.
Panther Racing setzte 2012 kein zweites Fahrzeug mehr ein, hatte seinen vorliegenden Motorenvertrag mit Chevrolet für ein zweites Fahrzeug jedoch in die Partnerschaft mit Dreyer & Reinbold Racing (DRR) eingebracht. Beide Teams kooperierten auch hierüber hinaus ab Mitte der Saison 2012 beim Einsatz der Fahrzeuge.
Zu Beginn der Saison 2013 blieb Hildebrand im Auto, Oriol Servià saß im Auto von DRR. Nach dem Indianapolis 500 wurde Hildebrand entlassen, während sich DRR aufgrund fehlenden Budgets aus der Serie zurückzog. In der Folge fuhren Servià sowie Ryan Briscoe die Rennen im Auto mit der Nummer 4. Briscoe verletzte sich beim ersten Rennen in Toronto an der Hand, weshalb Carlos Muñoz bei einem Rennen als Vertretung zum Einsatz kam.
Vor der Saison 2014 verlor Panther Racing seinen Hauptsponsor, die National Guard, an Rahal Letterman Lanigan Racing. Das Team hat gegen den Wechsel des Sponsors zum Konkurrenten Klage eingereicht. Im Juli 2014 wurde bekannt, dass das Team sein Equipment versteigert und damit endgültig schließt.

## Fahrer

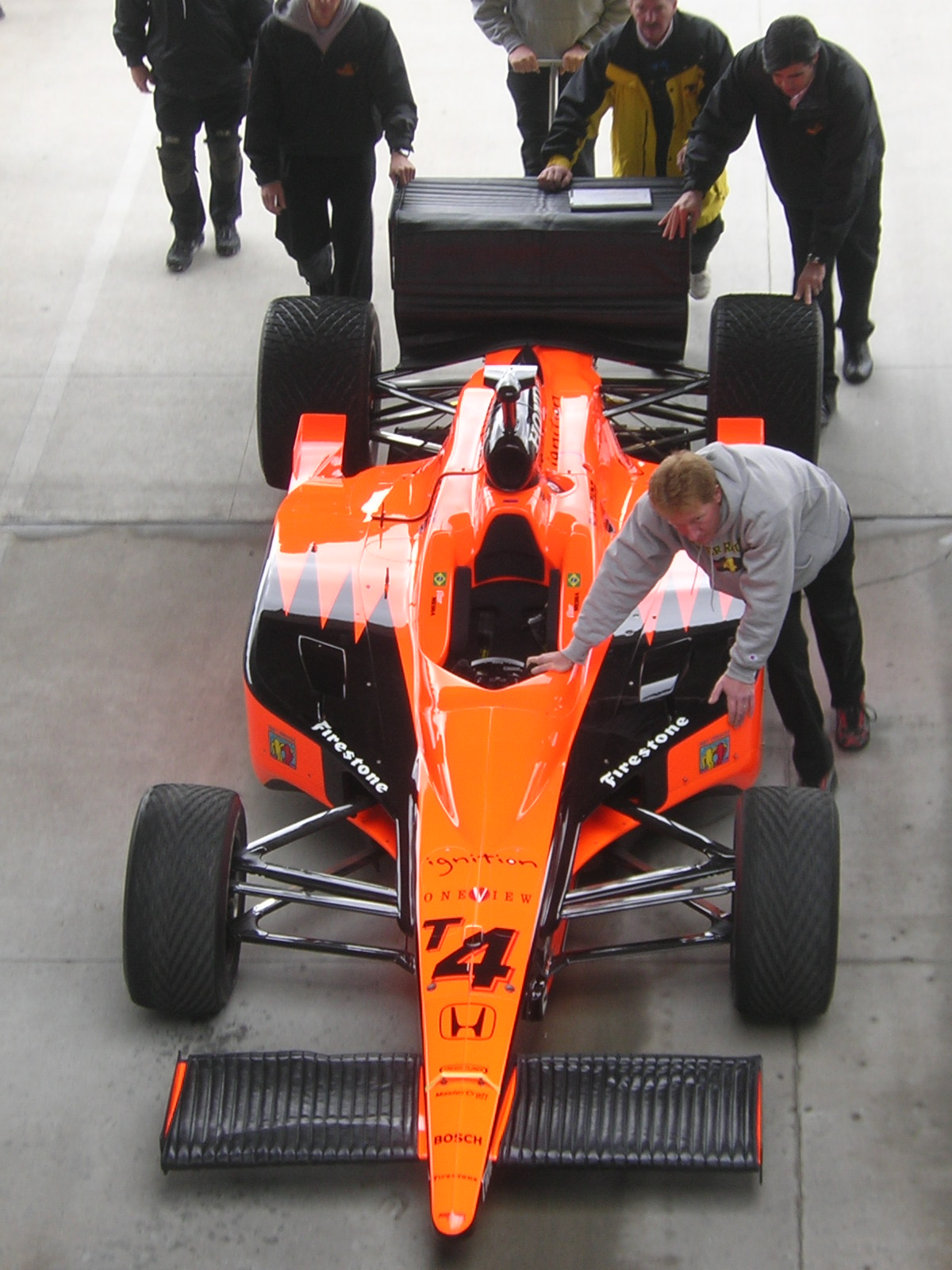
Panther-Honda von Vítor Meira 2006.

| Saison | Nr. | Fahrer           | Kommentar                                                               |
| ------ | --- | ---------------- | ----------------------------------------------------------------------- |
| 1998   | 4   | Scott Goodyear   |                                                                         |
| 1998   | 43  | David Steele     | nur Texas und Las Vegas                                                 |
| 1999   | 4   | Scott Goodyear   |                                                                         |
| 2000   | 4   | Scott Goodyear   |                                                                         |
| 2001   | 4   | Sam Hornish jr.  |                                                                         |
| 2002   | 4   | Sam Hornish jr.  |                                                                         |
| 2002   | 15  | Dan Wheldon      | nur in Chicagoland und Texas 2                                          |
| 2003   | 4   | Sam Hornish jr.  |                                                                         |
| 2003   | 44  | Robby McGehee    | nur beim Indy 500                                                       |
| 2003   | 98  | Billy Boat       | nur beim Indy 500                                                       |
| 2004   | 2   | Mark Taylor      | Die ersten fünf Rennen                                                  |
| 2004   | 2   | Townsend Bell    | Die Rennen ab Kansas                                                    |
| 2004   | 4   | Tomas Scheckter  |                                                                         |
| 2005   | 2   | Tomáš Enge       | Fehlte in Milwaukee und Michigan                                        |
| 2005   | 2   | Buddy Lazier     | nur in Milwaukee                                                        |
| 2005   | 2   | Townsend Bell    | nur in Michigan                                                         |
| 2005   | 4   | Tomas Scheckter  |                                                                         |
| 2005   | 95  | Buddy Lazier     | nur beim Indy 500, in Nashville, Michigan, Kentucky und Chicagoland     |
| 2006   | 4   | Vítor Meira      |                                                                         |
| 2007   | 4   | Vítor Meira      |                                                                         |
| 2007   | 33  | John Andretti    | nur beim Indy 500                                                       |
| 2007   | 55  | Kosuke Matsuura  |                                                                         |
| 2007   | 60  | Hideki Mutoh     | nur in Chicagoland                                                      |
| 2008   | 4   | Vítor Meira      | alle Rennen außer Surfers Paradise                                      |
| 2008   | 4   | Dan Wheldon      | nur in Surfers Paradise                                                 |
| 2009   | 4   | Dan Wheldon      |                                                                         |
| 2009   | 16  | Scott Sharp      | nur beim Indy 500                                                       |
| 2010   | 4   | Dan Wheldon      |                                                                         |
| 2010   | 20  | Ed Carpenter     | nur beim Indy 500, in Kentucky und Homestead                            |
| 2011   | 4   | J. R. Hildebrand |                                                                         |
| 2011   | 44  | Buddy Rice       | nur beim Indy 500, in Kentucky und Las Vegas                            |
| 2012   | 4   | J. R. Hildebrand |                                                                         |
| 2013   | 4   | J. R. Hildebrand | nur in St. Petersburg, Long Beach, Barber, Sao Paulo und Indianapolis   |
| 2013   | 4   | Ryan Briscoe     | nur in Detroit, Milwaukee, Pocono, Sonoma und dem ersten Toronto Rennen |
| 2013   | 4   | Carlos Muñoz     | nur beim zweiten Toronto Rennen                                         |
| 2013   | 4   | Oriol Servià     | nur in Texas, Iowa, Mid-Ohio, Baltimore, Houston und Fontana            |
| 2013   | 60  | Townsend Bell    | nur in Indianapolis                                                     |

## Erfolge
- 2001: IRL Meistertitel mit Sam Hornish junior
- 2002: IRL Meistertitel mit Sam Hornish junior
- 2003: Indy Lights Meistertitel mit Mark Taylor